# کارل لیندال
کارل لیندال (انگلیسی: Karl Lindahl; ۲۶ سپتامبر ۱۸۹۰ – ۲۹ ژوئن ۱۹۶۰) ژیمناست هنری اهل سوئد بود.